# Вімпассінг-ан-дер-Лайта
Вімпассінг-ан-дер-Лайта (нім. Wimpassing an der Leitha) — політична громада в політичному окрузі Айзенштадт-Умгебунг федеральної землі Бургенланд, в Австрії.
Вімпассінг-ан-дер-Лайта лежить на висоті  222 м над рівнем моря і займає площу  7,9 км². Громада налічує 1329 мешканців. 
Густота населення 168/км².  
|                                                  |
| Вімпассінг-ан-дер-Лайта на мапі округу та землі. |

 Адреса управління громади: Kirchengasse 12, 2485 Wimpassing an der Leitha.

## Демографія
Історична динаміка населення громади за даними сайту Statistik Austria

## Виноски
1. 1 2 3  OpenStreetMap — 2004.
2. ↑  Dauersiedlungsraum der Gemeinden Politischen Bezirke und Bundesländer - Gebietsstand 1.1.2018 — Статистичне управління Австрії.
3. ↑  Einwohnerzahl 1.1.2018 nach Gemeinden mit Status, Gebietsstand 1.1.2018 — Статистичне управління Австрії.
4. ↑  www.wimpassing-leitha.at. Архів оригіналу за 18 лютого 2012. Процитовано 29 жовтня 2013.
5. ↑  Gemeindedaten von Wimpassing an der Leitha. Архів оригіналу за 14 липня 2014. Процитовано 29 жовтня 2013.

| Австрія | Це незавершена стаття з географії Австрії. Ви можете допомогти проєкту, виправивши або дописавши її. |